# BVA Cup 2023 (maschile)
La BVA Cup 2023, 16ª edizione della omonima competizione di pallavolo maschile, si è svolta dal 4 al 7 ottobre 2023: al torneo hanno partecipato sei squadre di club afferenti alla BVA e la vittoria finale è andata per la prima volta allo Spartak Subotica.

## Regolamento

### Formula
La formula ha previsto:
- Fase a gironi, disputata con girone all'italiana: la prima classificata di ogni girone ha acceduto alla finale, la seconda classificata di ogni girone ha acceduto alla finale per il terzo posto, mentre l'ultima classificata di ogni girone ha acceduto alla finale per il quinto posto.
- Fase finale, disputata con:
  - Finale per il quinto posto.
  - Finale per il terzo posto.
  - Finale.

### Criteri di classifica
Se il risultato finale è stato di 3-0 o 3-1 sono stati assegnati 3 punti alla squadra vincente e 0 a quella sconfitta, se il risultato finale è stato di 3-2 sono stati assegnati 2 punti alla squadra vincente e 1 a quella sconfitta.
L'ordine del posizionamento in classifica è stato definito in base a:
- Numero di partite vinte;
- Punti;
- Ratio dei set vinti/persi;
- Ratio dei punti realizzati/subiti;
- Risultati degli scontri diretti.

## Squadre partecipanti
- Bosna Sarajevo
- Pīgasos Polichnīs
- Pejë
- Universiteti i Tetovës
- Spartak Subotica
- Bursa BB

## Torneo

### Fase a gironi
| Girone A          | Girone B               |
| ----------------- | ---------------------- |
| Bosna Sarajevo    | Pejë                   |
| Pīgasos Polichnīs | Universiteti i Tetovës |
| Spartak Subotica  | Bursa BB               |

#### Girone A

##### Risultati
| 4 ottobre 2023 Cengiz Göllü Voleybol Salonu, Bursa Durata: 1h:04 - Spettatori: 55 | Spartak Subotica  | 3 - 0 | Bosna Sarajevo    | 25-22, 25-19, 25-11        |
| 5 ottobre 2023 Cengiz Göllü Voleybol Salonu, Bursa Durata: 1h:27 - Spettatori: 35 | Pīgasos Polichnīs | 3 - 1 | Bosna Sarajevo    | 25-15, 20-25, 25-10, 25-19 |
| 6 ottobre 2023 Cengiz Göllü Voleybol Salonu, Bursa Durata: 1h:17 - Spettatori: 50 | Spartak Subotica  | 3 - 0 | Pīgasos Polichnīs | 25-19, 25-20, 25-23        |

##### Classifica
| Pos. | Squadra           | Pt | G | V | P | SV | SP | Ratio | PF  | PS  | Ratio |
| ---- | ----------------- | -- | - | - | - | -- | -- | ----- | --- | --- | ----- |
| 1.   | Spartak Subotica  | 6  | 2 | 2 | 0 | 6  | 0  | MAX   | 150 | 114 | 1,315 |
| 2.   | Pīgasos Polichnīs | 3  | 2 | 1 | 1 | 3  | 4  | 0,750 | 157 | 144 | 1,090 |
| 3.   | Bosna Sarajevo    | 0  | 2 | 0 | 2 | 1  | 6  | 0,166 | 121 | 170 | 0,711 |

      Qualificata alla finale per il primo posto.
      Qualificata alla finale per il quinto posto.
      Qualificata alla finale per il settimo posto.

#### Girone B

##### Risultati
| 4 ottobre 2023 Cengiz Göllü Voleybol Salonu, Bursa Durata: 0h:59 - Spettatori: 500 | Bursa BB | 3 - 0 | Pejë                   | 25-11, 25-10, 25-20 |
| 5 ottobre 2023 Cengiz Göllü Voleybol Salonu, Bursa Durata: 0h:58 - Spettatori: 50  | Bursa BB | 3 - 0 | Universiteti i Tetovës | 25-18, 25-14, 25-10 |
| 6 ottobre 2023 Cengiz Göllü Voleybol Salonu, Bursa Durata: 1h:12 - Spettatori: 40  | Pejë     | 3 - 0 | Universiteti i Tetovës | 25-21, 25-23, 25-21 |

##### Classifica
| Pos. | Squadra                | Pt | G | V | P | SV | SP | Ratio | PF  | PS  | Ratio |
| ---- | ---------------------- | -- | - | - | - | -- | -- | ----- | --- | --- | ----- |
| 1.   | Bursa BB               | 6  | 2 | 2 | 0 | 6  | 0  | MAX   | 150 | 83  | 1,807 |
| 2.   | Pejë                   | 3  | 2 | 1 | 1 | 3  | 3  | 1,000 | 116 | 140 | 0,828 |
| 3.   | Universiteti i Tetovës | 0  | 2 | 0 | 2 | 0  | 6  | 0,000 | 107 | 150 | 0,713 |

      Qualificata alla finale per il primo posto.
      Qualificata alla finale per il quinto posto.
      Qualificata alla finale per il settimo posto.

### Fase finale

#### Finale
| 7 ottobre 2023 Cengiz Göllü Voleybol Salonu, Bursa Durata: 2h:24 - Spettatori: 2 500 | Spartak Subotica | 3 - 0 | Bursa BB | 25-17, 25-17, 25-14 |

#### Finale 3º posto
| 7 ottobre 2023 Cengiz Göllü Voleybol Salonu, Bursa Durata: 1h:06 - Spettatori: 30 | Pīgasos Polichnīs | 3 - 0 | Pejë | 25-17, 25-17, 25-14 |

#### Finale 5º posto
| 7 ottobre 2023 Cengiz Göllü Voleybol Salonu, Bursa Durata: 1h:04 - Spettatori: 30 | Bosna Sarajevo | 3 - 0 | Universiteti i Tetovës | 25-18, 25-18, 25-20 |

## Classifica finale
| Pos | Squadra                | Qualificazione        |
| --- | ---------------------- | --------------------- |
|     | Spartak Subotica       | Challenge Cup 2023-24 |
| 2   | Bursa BB               |                       |
| 3   | Pīgasos Polichnīs      |                       |
| 4   | Pejë                   |                       |
| 5   | Bosna Sarajevo         |                       |
| 6   | Universiteti i Tetovës |                       |